# Condado de Lizárraga
El condado de Lizárraga o Lizarraga es un título nobiliario español concedido el 14 de abril de 1705, con real despacho el 21 de ese mes, por el rey Felipe V, a favor del navarro Martín de Ursúa y Arizmendi Aguirre y Vicondo, gobernador y capitán general de la Puebla de Yucatán, en Nueva España.
Su denominación hace referencia dos pueblos navarros (Lizarraga de Ergoyena o Lizarraga de Izagaondoa), aunque es un topónimo relativamente común pues significa fresneda en vascuence  (lizar - fresno). El historiador Iñaki Garrido Yerobi lo recoge como "merced nobiliaria navarra del siglo XVIII". Parece que hubo un pueblo medieval navarro llamado Lizarraga en la provincia de Burgos junto a frontera con La Rioja, donde actualmente se encuentra la localidad de Fresneda de la Sierra Tirón (Burgos), España, aunque la única referencia a ese topónimo aparece una vez en 1028 y es muy poco probable que exista tal relación.
La pronunciación castellana de los topónimos en Navarra es Lizarraga, no Lizárraga con acento en la primera a. Se puede discutir por qué a veces se escribe pronuncia como Lizárraga y desde cuando, siendo lo más probable que haya evolucionado con el tiempo a raíz de su proyección colonial (sobre todo en México y Filipinas).

## Condes de Lizárraga o Lizarraga
|                                 | Titular                                       | Periodo               |
| Creación por Felipe V           | Creación por Felipe V                         | Creación por Felipe V |
| ------------------------------- | --------------------------------------------- | --------------------- |
| I                               | Martín de Ursúa y Arizmendi Aguirre y Vicondo | 1705-1715             |
| II                              | Joaquín de Ursúa y Arizmendi                  | 1715-1738             |
| III                             | María Josefa de Irissarri y Ursúa             | 1738-1782             |
| IV                              | Ana María Piñón y Aguirre                     | 1797-¿?               |
| Rehabilitación por Alfonso XIII |                                               |                       |
| V                               | Emilia Tovar y Roca                           | 1915-1950             |
| VI                              | Emilio Sanz y Tovar                           | 1952-1959             |
| VII                             | Gerardo Sanz Martínez                         | 1960-1987             |
| VIII                            | Mercedes Sanz-Tovar y Vallelado de Castro     | 1988-actual titular   |

## Historia de los condes de Lizárraga
- Martín de Ursúa y Arizmendi Aguirre y Vicondo (1653-1715), I conde de Lizárraga.

Contrajo matrimonio el 8 de agosto de 1686 con Juana Rosa Bollio y Ojeda.  Después de enviudar, Juana Rosa se casó en segundas nupcias el 29 de septiembre de 1723 con Francisco Barbadillo Victoria.  Le sucedió su hijo:
- Joaquín Francisco Javier de Ursúa y Arizmendi (m. México, 24 de julio de 1738), II conde de Lizárraga.[4]

Se casó en Valladolid, México, el 22 de junio de 1723 con Juana Bruna de Arízaga y Elejalde, hija del alférez real, José Ventura de Arízaga y Elejalde y de Luisa Gorráez Beaumont y Navarra. Sin descendencia, le sucedió su prima:
- María Josefa de Irisarri y Ursúa, III condesa de Lizárraga, probablemente prima del II conde.[7]

Se casó en primeras nupcias con Manuel de Santisteban y en segundas con Lorenzo de Novia. De su primer matrimonio tuvo dos hijos, Agustín y María Micaela de Santiesteban que fallecieron antes que su madre. Le sucedió en 1797 su sobrina:
- Ana María Piñón y Aguirre, IV condesa de Lizárraga,[9][10] hija de Antonio Piñón y de María Tomasa de Aguirre y Ansorregui, hija, a su vez, de José de Aguirre, regidor de Manila, y de su esposa Teresa de Ansorregui.[11]

Se casó con Juan Berzosa.
Rehabilitado en 1915 por:
- Emilia Tovar y Roca (1865-1950), V condesa de Lizárraga.[13]

Se casó con Severino Eduardo Sanz y Escartín. Le sucedió su hijo:
- Emilio Sanz y Tovar (m. 1959), VI conde de Lizárraga.[14]

Se casó con Luisa Martínez Ruano. Le sucedió su hijo:
- Gerardo Sanz-Tovar y Martínez, VII conde de Lizárraga.[15]

Contrajo matrimonio con María de las Mercedes Vallelado de Castro y Plaza. Le sucedió su hija:
- Mercedes Sanz-Tovar y Vallelado de Castro, VIII condesa de Lizárraga.[16]

Casada con Carlos Petrement Briones.